# Soman
Pour les articles homonymes, voir Soman (homonymie).
Ne doit pas être confondu avec Soma (drogue fictive).
Le soman est un agent neurotoxique organophosphoré qui se présente sous la forme d'un liquide incolore volatil avec une odeur de camphre. Il pénètre à travers la peau et les muqueuses. La dose mortelle lors de l'inhalation est d'environ la moitié de celle du sarin. Son nom auprès de l'IUPAC est le méthylfluorophosphonate de pinacolyle.

## Historique
Après la Première Guerre mondiale, durant laquelle le gaz moutarde et le phosgène avaient notamment été utilisés, la Convention de Genève a, en 1925, interdit l'utilisation des armes chimiques. Néanmoins, les recherches en la matière ont continué.
En 1936, un nouvel agent chimique a été découvert par Gerhard Schrader, ingénieur chimiste chez IG Farben : le tabun, surnommé German Agent par l'armée américaine, et commercialisé en tant qu'insecticide. Peu après a été découvert le sarin, également par Schrader, en 1938.
Durant la Seconde Guerre mondiale, les recherches sur les gaz innervants ont été poursuivies aux États-Unis comme en Allemagne ; à l'été 1944, le soman est développé par les Allemands. Ce produit se révèle encore plus nocif que le sarin ou le tabun. Sa découverte est due au prix Nobel Richard Kuhn et à Konrad Henkel au sein des locaux du Kaiser Wilhelm Institute for Medical Research à Heidelberg, à la demande de la Wehrmacht. Le soman a été produit en petites quantités dans un laboratoire expérimental dans l'usine IG Farben de Ludwigshafen. Cet agent chimique n'a pas été utilisé durant les combats de la fin de la guerre.

## Symptômes
Les symptômes peuvent varier d’un individu à l’autre, mais les plus observés sont :
- vomissements ;
- incontinence ;
- diarrhées ;
- difficultés respiratoires ;
- faiblesses musculaires.

La victime, prise de convulsions, sombre dans le coma et décède par étouffement dans le quart d’heure après qu'une dose mortelle a été absorbée.

## Traitement
Dans l’immédiat, il faut retirer ses vêtements et se laver les yeux et la peau avec de l’eau et du savon. La pyridostigmine (commercialisée en Belgique, en France et en Suisse sous le nom de Mestinon) est un antidote de « prémédication » (c'est-à-dire à prendre avant le contact avec le soman ou d'autres agents innervants) relativement efficace (selon le cas, on applique immédiatement après l'intoxication une ou plusieurs doses d'un antidote « direct », une association de l'atropine et l'asoxime, ou plus efficace, la méthoxime, combinée avec une dose d'un anticonvulsif comme le diazépam, voire une décontamination très rapide et intensive de toutes les surfaces du corps contaminées suivie d'une thérapie symptomatique intensive). Une qualité inhérente à la toxicité du soman, comparée aux autres agents neurotoxiques, est une détérioration rapide (blocage irréversible) des cholinestérases qui ont été empoisonnées, ce qui rend une intoxication au soman particulièrement difficile à traiter, même par des antidotes efficaces (il faut les appliquer immédiatement après l'intoxication, ou le pronostic médical se détériore très rapidement et la mortalité absolue de la population intoxiquée augmente fortement).

## Dans la fiction
Dans le roman M. Suzuki suspect no 1, l'auteur (Jean-Pierre Conty) évoque le soman comme un agent chimique ayant servi à commettre un assassinat.
Le mot méthyfluorophosphonate est utilisé par le groupe ACHAB, groupe français d'électro-rock de Tancrède Ramonet, dans les paroles de Encore un jour sans massacre.